# 7/G Rainbow Colony
7/G Rainbow Colony (inne tytuły: "7G Rainbow Colony", wersja w telugu pt. "7/G Brindavan Colony", "7 G Brindavan Colony") to tamilski film zrealizowany w 2005 roku przez Selvaraghavana, autora Kadhal Konden. Reżyser jest też autorem scenariusza. W rolach głównych wystąpili Ravi Krishna i Sonia Agarwal. Muzykę skomponował Yuvan Shankar Raja, autor muzyki do takich filmów jak Vallavan, czy Happy. Film spotkał się z uznaniem krytyki i cieszył się popularnością wśród widzów.
Film opowiada prawdziwą historię miłości chłopca i dziewczyny, pochodzących z bardzo różnych światów, miłości, zwalczanej przez rodziców dziewczyny, miłości, która przemieniła nieudacznika w kogoś, kto znalazł dla siebie miejsce w społeczeństwie.
Powstał też remake tego filmu w języku hindi.

## Fabuła
Rainbow Colony. Dzielnica ubogich. Kathir to obibok. Dni spędza z kumplami. Paląc, popijając, wodząc oczyma za dziewczynami. Od czasu do czasu wdając się w bójki. Gdy kolejny raz zawala egzaminy, ojciec bijąc go, wyrzuca mu rozżalony, że "przepala i przepija jego krwawicę, że ojciec musiałby chyba umrzeć, aby Kathir mógł poczuć, co znaczy ciężar utrzymywania rodziny i odpowiedzialność za swoje życie". Pewnego dnia do mieszkania sąsiadów wprowadza się konserwatywna, zbankrutowana rodzina hinduska. Ich córka Anitha studiuje matematykę. Kathira urzeka dziewczyna. Swoje zainteresowanie okazuje jednak zaczepkami, peszącymi ją uwagami, kpiną. Różni ich bardzo wiele. Ona zawsze z książką, on z butelką piwa. Gdy pewnego dnia Kathir odważa się jednak wyznać jej swoją miłość, Anitha nie zrozumiawszy go, oskarża go o napastowanie. Kathir przeżywa poniżenie podczas przesłuchania na policji. Od tej chwili jego niema miłość do Anithy staje się przedmiotem kpin i żartów ludzi z Colony Rainbow. Wyśmiany, pobity przez ludzi nasłanych przez narzeczonego Anithy Kathir wzbudza w niej najpierw współczucie, a z czasem miłość. Gdy rodzice Anithy dowiadują się o łączącym ich uczuciu, nagle opuszczają Rainbow wywożąc ze sobą Anithę...

## Obsada
- Ravi Krishna – Kadhir
- Sonia Agarwal – Anitha
- Suman Shetty
- Vijayan

## Muzyka i piosenki
Autorem muzyki jest Yuvan Shankar Raja. Film zawiera 7 piosenek.
1. "Kanaa Kaanum" – Harish Raghavendra, Madhumitha, Ustad Sulthan Khan
2. "Ninaithu Ninaithu" (4:34) – Shreya Goshal
3. "Idhu Porkkalama" – Harish Raghavendra
4. "January Madham" – Madanghi, Kunal
5. "Naam Vayadukkum" – Unnikrishnan, Yuvan Shankar Raja, Shalini, Ganga
6. "Kan peasum Varthaigal" – Karthik
7. "Naam Vayathukku" – Unnikrishnan, Yuvan Shankar Raja, Shalini, Ganga
8. "Music of Joy" – Yuvan Shankar Raja
9. "Theme Music" (3:19) – Yuvan Shankar Raja